# بوی به
بوی بِه (صربی: Miris dunja) یک فیلم درام یوگسلاوی به کارگردانی میرزا ایدریزوویچ است که در سال ۱۹۸۲ منتشر شد و وارد سیزدهمین جشنواره بین‌المللی فیلم مسکو شد. این فیلم در پنجاه و پنجمین دوره جوایز اسکار به عنوان نماینده یوگسلاوی برای جایزه اسکار بهترین فیلم بین‌المللی حضور داشت اما به عنوان یک نامزد پذیرفته نشد.

## بازیگران
- مصطفی نادارویچ
- لیلیانا بلاگویویچ
- اشپلا رزین